# 밥굽남
밥굽남은 2018년부터 유튜브에서 채널을 운영중인 먹방 유튜버이다. 현재 DIA TV 소속 유튜버이며, MX에서 영상을 방송하고 있다.

## 같이 보기
- DIA TV의 소속인물 목록